# Galhac Tolzan
Galhac Tolzan (francès Gaillac-Toulza) és un municipi del departament francès de l'Alta Garona, a la regió d'Occitània.